# 牛津大学高等研究院（苏州）
牛津大学高等研究院（苏州）（英語：Oxford Suzhou Centre for Advanced Research, OSCAR）是英国牛津大学在海外设立的首个研究机构。研究院位于苏州工业园区独墅湖科教创新区苏州纳米技术国家大学科技园内。2018年11月22日研究院正式揭牌成立。研究院大楼高9层，建筑面积约20000平方米。首任院长为牛津大学终生教授、英国皇家工程院院士崔占峰。
研究院初期将在牛津大学工程学、物理学、化学、材料科学团队的主导下进行生物医学工程与医疗健康、环境与生物技术、纳米技术与功能材料三个方向的研究。研究院今后将拓展与中国当地的基金会及学术科研机构的合作，实现长期可持续性的发展。

## 历史
2013年，苏州工业园区与牛津大学签订备忘录，达成共建研究中心的意向。2016年12月，双方签订“牛津大学—苏州先进研究中心”协议，正式立项。
2018年11月22日，苏州市委书记周乃翔和牛津大学校长露易丝·理查德森为牛津大学高等研究院（苏州）正式揭牌。露易丝在接受采访时指出，OSCAR项目将着力引入企业的参与与支持，并为学者个人与企业牵线搭桥，使得研究成果转化更为高效。
2019年1月27日，研究院成立后首个开放日上，公开对外招募科研人员的消息，此次招募的科研人员将与牛津大学的项目带头人共同进行研究活动。
研究院已经与上海交通大学、南京大学、浙江大学、清华苏州环境创新研究院和深圳清华大学研究院达成合作意向。